# 高松 - 関西空港線
高松 - 関西空港線（たかまつ - かんさいくうこうせん）は、大阪府南部にある関西国際空港(KIX)と香川県高松市を結ぶリムジンバス（昼行高速バス）である。
関西空港行きは座席指定制、高松行きは予約定員制。
2020年4月1日から新型コロナウイルス感染症（COVID-19）の影響により全便が運休中で、代替として三宮BT、大阪駅、難波で高松発着の高速バスと関西空港リムジンバスを乗り継ぐ手段が案内されている。三宮BTで乗り継ぐ場合、乗継割引乗車券が利用できる(2022年9月1日から)。

## 概要
「高松 - 関西空港線」は関西空港交通、南海バス、四国高速バス、ジェイアール四国バス4社の共同運行で2002年4月に運行開始した関西国際空港（第1旅客ターミナルバス乗り場、第2旅客ターミナルバス乗り場）とJR高松駅（高松駅前バスターミナル）を結ぶ路線である。香川県側では「関空リムジンバス」として案内される。本路線は高松市内と大阪市内を結ぶ「さぬきエクスプレス(大阪)号／高松エクスプレス大阪号」とその競合路線の「フットバス （大阪うどん線）」との関係と異なり、運行開始から四国高速バス・ジェイアール四国バス・南海バスが路線開設時からきっぷ・回数券の共通化、予約・発券場所の共通化、乗車場所・時刻表の共通化を含めた完全な共同運行体制となっている。
2002年の路線開設時から2013年3月31日までは3往復が丸亀駅発着 、2016年1月16日までは7往復であった。

## 運行会社
1日6往復（2020年4月1日から全便運休中）
- 関西空港交通（空港運行事業所） - 1往復[10]
- 南海バス（空港営業所）- 2往復
- 四国高速バス（高松営業所）- 2往復
- ジェイアール四国バス（高松支店）- 1往復

南海バスは「Airport Limousine」と「Sorae」のロゴが入ったトイレ付き車両、ジェイアール四国バスは「Airport Limousine」の文字が入った本路線専用車両で運行される。四国高速バスも路線開設時は専用車両を用意していたが、2020年現在は高松 - 京都・大阪・神戸線と共通運用になっている。

## 運行経路および停車停留所
```
関西国際空港第2旅客ターミナル (T2)
 - 
関西国際空港第1旅客ターミナル (T1)
 - 
高速大内
 - 
高速津田
 - 
高速志度
 - 
高松中央インターバスターミナル
 - 
ゆめタウン高松
 - 
高松駅
```

- 香川県内間のみ、関西国際空港第1ターミナル - 第2ターミナル間のみの利用不可。
- 室津PAなどで途中休憩あり。
- 「フットバス (大阪うどん線)」が停車する高速淡路志知、「さぬきエクスプレス(大阪)／高松エクスプレス大阪号」と「フットバス (大阪うどん線)」の双方が停車する鳴門西、高速引田、 高速三木、栗林公園前、県庁通りには停車しない。
- 高松中央インターチェンジ付近のバス停は四国高速バス・ジェイアール四国バスが管理する「高松中央インターバスターミナル」発着であり、フットバスが管理する「高松中央インター南バスストップ」には停車しない。

- 運行経路：関西国際空港連絡橋 - 阪神高速4号湾岸線 - 阪神高速5号湾岸線 - ハーバーハイウェイ - 阪神高速3号神戸線 - 第二神明道路 - 阪神高速5号湾岸線 - 神戸淡路鳴門自動車道 - 高松自動車道 - 国道11号  - 国道30号 - 高松市内一般道
  - 神戸市内では道路状況により、国道2号、阪神高速7号北神戸線などに迂回することがある。

## 車内設備
- ハイデッカー車
- 4列リクライニングシート
- トイレ